# 52 Komenda Odcinka Duszniki Zdrój
52 Komenda Odcinka Duszniki Zdrój – samodzielny pododdział Wojsk Ochrony Pogranicza.
52 Komenda Odcinka sformowana została w 1945 w strukturze organizacyjnej 11 Oddziału Ochrony Pogranicza. We wrześniu 1946 odcinek wszedł w skład Wrocławskiego Oddziału WOP nr 11. W 1948, na bazie 52 Komendy Odcinka sformowano Samodzielny Batalion Ochrony Pogranicza nr 79.

## Struktura organizacyjna
Struktura organizacyjna przedstawiała się następująco:
- dowództwo, sztab i pododdziały przysztabowe - Duszniki-Zdrój[c].
- 240 strażnica w Lewinie Kłodzkim
- 241 strażnica w Słonem z placówką w Brzozowicach
- 242 strażnica w Strużynach z placówką w Ostrej Górze
- 243 strażnica w Gródku z placówką w Szydłowie
- 244 strażnica w Konarach[d] z placówką w Gieszczach Górzych